# Koratagere
Koratagere é uma panchayat (vila) no distrito de Tumkur, no estado indiano de Karnataka.

## Geografia
Koratagere está localizada a 13° 31′ N, 77° 14′ L. Tem uma altitude média de 750 metros (2460 pés).

## Demografia
Segundo o censo de 2001, Koratagere tinha uma população de 13 638 habitantes. Os indivíduos do sexo masculino constituem 51% da população e os do sexo feminino 49%. Koratagere tem uma taxa de literacia de 71%, superior à média nacional de 59,5%: a literacia no sexo masculino é de 77% e no sexo feminino é de 65%. Em Koratagere, 11% da população está abaixo dos 6 anos de idade.